# ARD Audiothek
Die ARD Audiothek ist die gemeinsame Audiothek der Landesrundfunkanstalten der ARD und des Deutschlandradios im Internet. Das Angebot wurde offiziell am 8. November 2017 anlässlich der ARD-Hörspieltage in Karlsruhe als mobile App aufgenommen. Seit November 2018 gibt es auch eine Beta-Web-Version; sie ersetzt die Radiobeiträge in der ARD Mediathek, die seitdem nur noch Video-Inhalte anbietet. Redaktionell betreut wird die ARD Audiothek von der Online-Redaktion ARD.de in Mainz.
Im April 2018 wurde die ARD Audiothek mit dem Deutschen Digital Award in Silber in der Kategorie „Mobile Apps – User Experience / Usability“ ausgezeichnet. Nach einem Jahr war die Mobile-App-Version mehr als 510.000 Mal installiert worden und hatte rund 21 Millionen Audioabrufe. 100 Tage nach dem Start waren mehr als 320.000 Downloads zu verzeichnen. Knapp eine Million Nutzer nutzen das Online-Angebot der ARD (Stand September 2018). Die Android-App verzeichnet laut Google Play Store im Mai 2024 mehr als 1 Million Downloads.

## Angebot
Über die ARD Audiothek werden zahlreiche Sendungen und Beiträge als Audio-on-Demand und zum Download angeboten. Dabei handelt es sich vor allem um Eigenproduktionen, die in den Radiowellen der ARD und des Deutschlandradios ausgestrahlt wurden. Alle Inhalte sind abhängig von der medienrechtlichen Situation nach der Ausstrahlung unterschiedlich lange abrufbar.

## Navigation
Auf die Audios in der ARD Audiothek kann auf verschiedenen Wegen zugegriffen werden: Direkt auf der Einstiegsseite stehen aktuelle Empfehlungen der Redaktion und spezielle Dossiers zu thematischen Schwerpunkten. Darüber hinaus kann das Angebot nach Themen und Genres wie „Hörspiel & Lesung“, „Dokumentation & Reportage“ (umfasst Radio-Features) sowie „Comedy & Satire“ geordnet werden. Außerdem lassen sich die Audios nach Sendern geordnet abrufen, wo auch der Livestream der entsprechenden Hörfunksender abgerufen werden kann. Wird ein Konto eingerichtet lassen sich Audios vormerken und der Verlauf nachvollziehen. Das Konto ist auch für die ARD Mediathek gültig.